# Heiden (xintoísmo)
O Heiden, num santuário xintoísta, é o espaço dedicado à realização de oferendas (Heihaku) aos kami.
Pode ser um edifício isolado, mas a maior parte das vezes é apenas o espaço de ligação entre o Honden e o Haiden.